# Christoffer Valkendorf
H.E. Christoffer Valkendorf (1. september 1525 – 17. januar 1601) var rentemester under Frederik II og grundlægger af nordens ældste kollegium, Valkendorfs Kollegium.
Valkendorf, som stod for finanspolitikken og ordningen af lensvæsenet efter Den Nordiske Syvårskrig, hvor statskassen nærmest var tom, blev i disse år en betydningsfuld og indflydelsesrig kongetjener, der ikke ved sin private godspolitik virkede så udfordrende som Peder Oxe, og ikke som Johan Friis i så udpræget grad repræsenterede højadelens synspunkter. Når da samtidig kansleren var den stilfærdige Niels Kaas, der ved sin totale mangel på interesse for jordisk gods er et særsyn i tiden, var der grundlag for et ganske harmonisk samarbejde mellem kongen og centraladministrationen. Alt tyder da også på, at kongen satte pris på Valkendorf og lagde vægt på hans domme, selv om man kan spore, at Valkendorf vist var noget af en gnavpotte, som det kunne være svært at gøre tilfreds, og som kun var lykkelig, når han kunne komme til at sætte ny skik på tingene og få en mængde fra hånden i en fart. Fra kongen måtte han nu og da høre drillende bemærkninger om sin ugifte stand. Billedet af ham med de alvorsfulde rynker over næsen, den strenge mund under det skråt nedhængende skæg, der understreger næsefurerne, viser os ikke den fornøjelige selskabsmand, kongen hentyder til, når han ønsker ham hos sig på Koldinghus for »med drik at gøre gæsterne fyldest og med dansen og anden kortvillighed … at gøre fruer og jomfruer des lystigere«.
Derimod svarer Valkendorfs usædvanlige rundhåndethed over for byen København og over for den lærde stand til kongens karakteristik i samme brev, hvori det hedder: »… at og stoddere, fattige uden porten, skulle vide Eders overflødige rundhed at berømme.« I en snæver vending var han ikke bange for at yde kongen en lille privattjeneste som at låne ham for 400 daler af en guldkæde til 600, fordi kongen netop var i bekneb. Denne udtrykte også ved en anden lejlighed sin taknemmelighed, da rentemesteren uopfordret havde sendt ham to tønder sild. Valkendorfs forretninger som rentemester og statholder var mangfoldige; i 1576 fik han f.eks. pålagt at sende alt det sennep, han kunne skaffe i København, til Krogen. Flæsket var blevet for fedt.
Det kan undre, at Valkendorf, der besad en af de egenskaber, kongen havde sværest ved at affinde sig med hos sine undergivne, nemlig lysten til at handle resolut uden at spørge, kunne bevare det gode forhold til hoffet. Der findes da også eksempler på, at kongen har skældt ud over rentemesterens selvtægt, og når Christoffer Valkendorf ikke i Frederik 2.'s tid fik tildelt noget rigsembede, skønt hofmesterposten stod ledig, kunne det naturligvis tydes som frygt for Valkendorfs myndighed. Men spørgsmålet er, om Valkendorf kunne få mere reel magt, end han havde som rentemester og statholder på Københavns Slot. Og der var ikke noget usædvanligt i, at et af embederne stod ledigt i en årrække. I hvert fald synes det klart, at Valkendorf sammen med Niels Kaas ved Frederik 2.'s død stod på hoffets side mod de øvrige rigsembedsmænd og rigsrådet.
For byen København blev Valkendorfs virke af stor betydning. Han var selv grundejer og havde huse og boder i Vestergade, Skindergade, Sankt Pederstræde og Stenboderne. Ved Stranden, lige over for slottet, lå desuden den store gård, hvor han havde sin bolig. I samarbejde med magistraten sørgede han for, at der blev "god politi" i staden. Han fik også voldene istandsat og vandforsyningen og kloakforholdene bragt orden. I den forbindelse veg han ikke tilbage for selv at gå op »på muren til murermestrene« for at »undervise dem derudi«.
Ved indvielsen af Frederik II's mausoleum i Roskilde klagede den menige adel over lenspolitikken. Det var Valkendorf, man var ude efter. Det blev dog uoverensstemmelser i de højere cirkler, der satte tingene i skred og uddybede modsætningen mellem regeringen og enkedronningen. Den skotske konge, Jakob 6., havde for flere år siden indledt forhandlinger om et ægteskab mellem sig og en af Frederik 2.'s døtre; hans bagtanke var, endelig at få klaret spørgsmålet om Orkneyøerne, som Danmark ønskede tilbage (de var sat i pant for medgiften, da Christian 1.'s datter Margrethe i 1469 blev gift med Jakob 3. af Skotland). Frederik 2. var mod en sådan forbindelse, og i mellemtiden var den ældste datter Elisabeth blevet bortlovet til Heinrich Julius af Braunschzweig-Wolfenbüttel. Efter kongens død fik enkedronningen imidlertid en forbindelse i stand mellem kong Jakob og prinsesse Anna. I september 1589 afsejlede rigsadmiral Peder Munk med prinsessen og hendes følge, men efterårsstormene tvang ham til at opgive rejsen og gå i land i Norge. Den skotske konge drog derfor hertil, og efter at brylluppet havde fundet sted i Oslo, rejste parret til Danmark for at tilbringe vinteren der. Det var i denne forbindelse, kong Jakob besøgte Tycho Brahe og Hemmingsen i Roskilde.
På den følgende herredag, i Kolding 1590, rejste Munk anklage mod sin kollega i regeringsrådet Christoffer Valkendorf. Han måtte som statholder på Københavns Slot bære ansvaret for, at flåden på rejsen til Skotland ikke havde været i forsvarlig stand. Statholderen klarede frisag ved at henvise til, at flådens uheld skyldtes trolddom; tretten kvinder blev da også brændt i København i den anledning. Men anklagen viser, at Valkendorf ikke havde lutter venner blandt kollegerne, og en anden sag rejst på samme herredag fældede ham.

## Valkendorfs fald
Lensmanden på Ålborghus Hans Lindenov sigtede Valkendorf for på uret vis at have ladet lensmandens handelspartner på Færøerne, Magnus Heinason (Mogens Heinesen) henrette året før.
Færingen Magnus Heinason var en dristig sømand og talentfuld handelsmand med en enestående evne til at skaffe sig ud af de vanskeligheder, hans hensynsløse fremfærd gang på gang bragte ham i. Frederik 2. havde holdt hånden over ham, fordi folk af hans type var velegnede til at hævde kongens rettigheder i Nordatlanten.
Heinason havde et godt rygte efter sin tjeneste for Holland i frihedskampen mod Spanien, og kongen forstod, at denne erfarne og uforfærdede kriger kunne blive en nyttig mand for ham. Heinason blev først sendt til Færøerne for at inddrive en gæld for kongen. Året efter fik Heinason − som første færing i historien − af kongen eneret til at forestå handelen på øerne trods protester fra rentemester Christoffer Valkendorf.
Sørøveri mod færøske bygder gjorde livet vanskeligt for færingerne. Den første sommer, Magnus Heinason havde ansvar for handelen i 1579, blev Tórshavn plyndret af skotten Klerck. Hele handelens varebeholdning samt uerstattelige historiske dokumenter gik tabt. Efter denne hændelse fik Heinason kaperbrev af kongen med ret til at opbringe engelske og hollandske skibe i farvandet mellem Færøerne og Norge. Han fik sat en stopper for de mange plyndringer, og han blev beundret som en helt af befolkningen. Han gik derpå i gang med at bygge et forsvarsanlæg i Tórshavn, 'Skansin' (det ses i udbygget stand ved den velkendte Eystaravág i Tórshavn). Men Magnus Heinason kunne ikke være alle steder på en gang, og mens han var optaget af at lede byggeriet, sejlede et tysk smuglerskib rundt om øerne og handlede med befolkningen. Dermed mistede kronen indtægter, og rentemester Valkendorf fik presset igennem, at Heinason måtte afgive eneretten til handel.
For at blødgøre kongen tilbød Heinason nu at prøve at finde en sejlrute til Grønland. Det klarede han dog ikke. Valkendorf var stadig ude efter at fælde ham, og i 1581 blev han anklaget for bedrageri ved handelen og om voldtægt i Norge. Efterhånden blev situationen så truende for Heinason, at han flygtede til Holland og på ny gik i tjeneste for prinsen af Oranien. To år senere opsøgte han igen sin tidligere ven kong Frederik 2., som slog en streg over gamle anklager og lod Magnus få øen Egholm i Limfjorden som len. Men Valkendorf havde ikke tænkt sig at give op, og nu fik han hjælp af englændere, som anklagede Heinason for ulovlig opbringelse af et engelsk skib, mens han gjorde tjeneste i Holland.
Magnus flygtede igen, men blev arresteret i Norge. Christoffer Valkendorfs forsøg på at ramme Magnus Heinason var altid stødt på modstand hos kongen, men i mellemtiden døde kongen pludselig, og Valkendorf brugte anledningen til at gennemføre en hurtig og ureglementeret rettergang. Valkendorf beordrede, at henrettelsen skulle ske straks efter, at rådstueretten i København havde dømt Heinason til døden uden at give tid til appel til herredagen. To dage efter, den 18. januar 1589, blev Heinason henrettet ved halshugning på slotspladsen i København. Valkendorff var endelig sluppet af med sin fjende.
For denne tilsidesættelse af retsreglerne måtte han nu stå Hans Lindenov og Magnus Heinasons enke til regnskab. Resultatet blev et forlig, der gav den henrettede Magnus Heinason æren tilbage, og Valkendorf måtte betale en betydelig erstatning til enken og til Lindenov og fratræde de fleste af sine embeder. Liget af Magnus Heinason blev flyttet og fik en hædersbegravelse i kirken i Ørslev Kloster. Valkendorf fornemmede nu den store modstand og trak sig tilbage som rentemester, forlod regeringen og helligede sig sin private gøremål.
På slottet Jægerspris knejser en mindesten over søhelten Magnus Heinason sammen med sten over Tordenskjold, Ludvig Holberg, Snorre Sturlason og andre kendte og hæderkronede navne fra det danske rige.